# أوليغ دميترييف
أوليغ دميترييف (بالروسية: Дмитриев, Олег Владимирович)‏ هو لاعب كرة قدم روسي في مركز الوسط، ولد في 31 مارس 1973 في سانت بطرسبرغ في روسيا. لعب مع روبين قازان وزينيت سانت بطرسبرغ.